# Moeraal
De moeraal of (Europese) murene (Muraena helena) is een straalvinnige vis van het geslacht muraena uit de familie van de murenen (Muraenidae), orde palingachtigen (Anguilliformes). De soort komt voor in het noordoosten en oosten van de Atlantische Oceaan en in de Middellandse Zee. Zijn beet kan gevaarlijk zijn voor de mens.
Deze murene kan een lengte bereiken van 1,5 meter tot 1,8 meter.

## Leefwijze
De murene is een zoutwatervis die voorkomt in gematigde kustwateren op een diepte van 10 tot 50 meter.
Het dieet van de vis bestaat hoofdzakelijk uit macrofauna en vis.

## Synoniemen
- Gymnothorax muraena Bloch & Schneider, 1801
- Muraena romana Shaw, 1803
- Muraenophis fulva Risso, 1810
- Muraena punctata Rafinesque, 1810
- Muraena variegata Rafinesque, 1810
- Muraena guttata Risso, 1827
- Muraena australiae Richardson, 1848
- Thyrsoidea atlantica Johnson, 1862
- Muraena vorax Ogilby, 1907
- Muraena bettencourti Osório, 1911

## Relatie tot de mens
De murene is voor de visserij van beperkt commercieel belang. De soort kan worden bezichtigd in sommige openbare aquaria. Voor de mens is de murene potentieel gevaarlijk omdat de beet verwondingen kan veroorzaken. De beet is gevaarlijk door het milde gif in het slijm op de 'huid' van de vis en door de rottende etensresten die zich vaak in de bek van de murene bevinden.
Romeinen hielden vroeger murenen in grote poelen om anderen mee te straffen, maar ze werden ook gehouden als huisdieren of als voedsel.